# Каннский кинофестиваль 1977
30-й Каннский кинофестиваль 1977 года проходил с 13 по 28 мая в Каннах (Франция).
Во время фестиваля в одном из офисов была найдена небольшая бомба. Сапёры взорвали её на пляже.

## Жюри
- Роберто Росселлини, режиссёр (Италия) — председатель жюри
- N’Sougan Agblemagnon, писатель (Того)
- Анатоль Доман, продюсер (Франция)
- Жак Деми, режиссёр (Франция)
- Карлос Фуэнтес, писатель (Мексика)
- Бенуат Гру[фр.], писательница (Франция)
- Полин Кейл, журналистка и кинокритик (США)
- Марта Келлер, актриса (Швейцария)
- Юрий Озеров, режиссёр (СССР)

## Фильмы в конкурсной программе
- Три женщины
- Бабах!
- Блэк Джой
- На пути к славе
- Будапештские сказки
- Автомойка
- Американский друг
- Дуэлянты
- Элиза, жизнь моя
- Групповой портрет с дамой
- Ифигения
- Ж. А. Мартен, фотограф
- Позвоночник
- Торжественное причастие
- Кружевница
- Грузовик
- Охотники
- Отец-хозяин
- Подранки
- Мелкий-мелкий буржуа
- Сиреневое такси
- Необычный день

## Короткометражные фильмы
- Arte tairona
- Ди Кавальканти
- Envisage
- Küzdök
- Mao par lui-même
- Rumble
- Stille Post
- Старая страна, где умер Рембо

## Награды
- Золотая пальмовая ветвь: Отец-хозяин, режиссёр Паоло Тавиани и Витторио Тавиани
- Приз за лучшую мужскую роль: Фернандо Рей — Элиза, жизнь моя
- Приз за лучшую женскую роль:
  - Шелли Дювалл — 3 женщины
  - Моник Меркюр — Ж. А. Мартен, фотограф
- Лучшая музыка: Норман Уитфилд — Автомойка
- Технический гран-при: Автомойка, режиссёр Майкл Шульц
- Лучший дебют: Дуэлянты, режиссёр Ридли Скотт (Единогласно)
- Золотая пальмовая ветвь за короткометражный фильм: Борьба, режиссёр Марцель Янкович
- Приз жюри за короткометражный фильм: Ди Кавальканти, режиссёр Глаубер Роша
- Приз международной ассоциации кинокритиков (ФИПРЕССИ):
  - Приз ФИПРЕССИ в параллельных секциях: Девять месяцев, режиссёр Марта Месарош
  - Приз ФИПРЕССИ (конкурсная программа): Отец-хозяин, режиссёр Паоло Тавиани и Витторио Тавиани
- Приз экуменического (христианского) жюри:
  - Ж. А. Мартен, фотограф
  - Кружевница